# Giovane Élber
Élber de Souza (* 23. červenec 1972, Londrina, Brazílie), známý též jako Giovane Élber, je bývalý brazilský fotbalový útočník. Většinu kariéry strávil v Německu, šest sezón v Bayernu Mnichov. Byl rovněž reprezentantem Brazílie.

## Klubová kariéra
V 18 letech se dostal do klubu AC Milán, ale neprosadil se zde. V letech 1991 až 1994 tak hostoval ve švýcarském Grasshopper Club Zürich, kde vsítil více než 50 branek.
Mezi roky 1994 a 1997 hrál tři sezóny za VfB Stuttgart. Za 95 zápasů dokázal vstřelit 44 gólů, následně se stal posilou Bayernu Mnichov, kde působil až do roku 2003. Ve třech sezónách za sebou (1998/99, 1999/2000, 2000/01) vyhrál Bayern Bundesligu, v sezoně 2000/01 navrch přidal i triumf v Lize mistrů. Ve finále LM se sice neprosadil, ale ve čtvrtfinále vstřelil důležitý gól do sítě Manchesteru United a pomohl k výhrám Bayernu 1–0 a 2–1.
V ročníku 2002/03 se dočkal 4. titulu v německé lize za Bayern.
V srpnu 2003 přestoupil do francouzského Olympique Lyon, se kterým za dvě sezóny vyhrál dva ligové tituly.

## Reprezentační kariéra
Konkurence v podobě Ronalda, Rivalda nebo Ronaldinha Élberovi zabránila projevit svůj talent v národním dresu, nasbíral 15 startů a vstřelil 7 branek.